# علی مهدی‌زاده شهری
علی مهدی‌زاده شهری (۱۳۱۹ در گناباد) متأله ایرانی، دانشیار بازنشسته دانشکده الهیات و معارف اسلامی دانشگاه تهران و دانشیار گروه ادیان و عرفان دانشگاه آزاد اسلامی واحد کرج است. او هجدهمین رئیس دانشگاه تهران از ۵ مرداد تا ۸ مهر ۱۳۶۰ بود.